# یه چیز پسرانه
یه چیز پسرانه (انگلیسی: A Guy Thing) یک فیلم کمدی رمانتیک آمریکایی محصول سال ۲۰۰۳ به کارگردانی کریس کوک با بازی جیسون لی، جولیا استایلز، سلما بلر و جیمز برولین است.

## خلاصه داستان
هنگامی که مردی فردای جشن مجردی خود به همراه فردی از خواب بیدار می‌شود تصور می‌کند که به نامزد خود نامردی کرده است.

## ساخت
فیلمبرداری اصلی از نوامبر ۲۰۰۱ تا فوریه ۲۰۰۲ در سیاتل، ونکوور و بریتیش کلمبیا انجام شد.

## انتشار
تاریخ انتشار در ابتدا برای ۲۳ اوت ۲۰۰۲ و سپس ۲۰ سپتامبر ۲۰۰۲ در نظر گرفته شده بود، بنابراین تاریخ کپی رایت ۲۰۰۲ در تیتراژ وجود داشت، قبل از اینکه در نهایت در ۱۷ ژانویه ۲۰۰۳ در زمان روز ولنتاین منتشر شد.

## گیشه
این فیلم در رتبه هفتم باکس آفیس ایالات متحده قرار گرفت و در آخر هفته افتتاحیه خود ۶٬۹۸۸٬۷۴۹ دلار گرفت و در هفته بعد به رتبه ۱۱ سقوط کرد.

## بازخوردها
- در راتن تومیتوز، بر اساس رای ۱۰۴ نقد، با میانگین امتیاز ۴٫۱ از ۱۰ و یک اتفاق نظر، ۲۵ درصد تأیید شده است.[۴]
- در متاکریتیک، این فیلم بر اساس بررسی‌های ۲۹ منتقد، امتیاز ۲۷ درصد را به خود اختصاص داده است که نشان‌دهنده «بررسی‌های عموماً نامطلوب» است.[۵]
- تماشاگران مورد بررسی سینماسکور به فیلم نمره "B-" در مقیاس A تا F دادند.[۶]
- دنیس هاروی از ورایتی گفت که فیلم «هرچه پیش می‌رود کمی بهتر می‌شود»[۷][۸][۹]